# アリシア・カーク
アリシア・カーク（Alicia Lucas、1992年3月28日 - ）は、オーストラリアの女子ラグビー選手。

## プロフィール
- オーストラリア・ウォガウォガ出身[1]。
- ポジションはフルバック(FB)。
- 身長 172cm、体重 59kg

## 略歴
2016年、リオ五輪の7人制女子オーストラリア代表に選ばれて金メダルを獲得。